# 冤獄

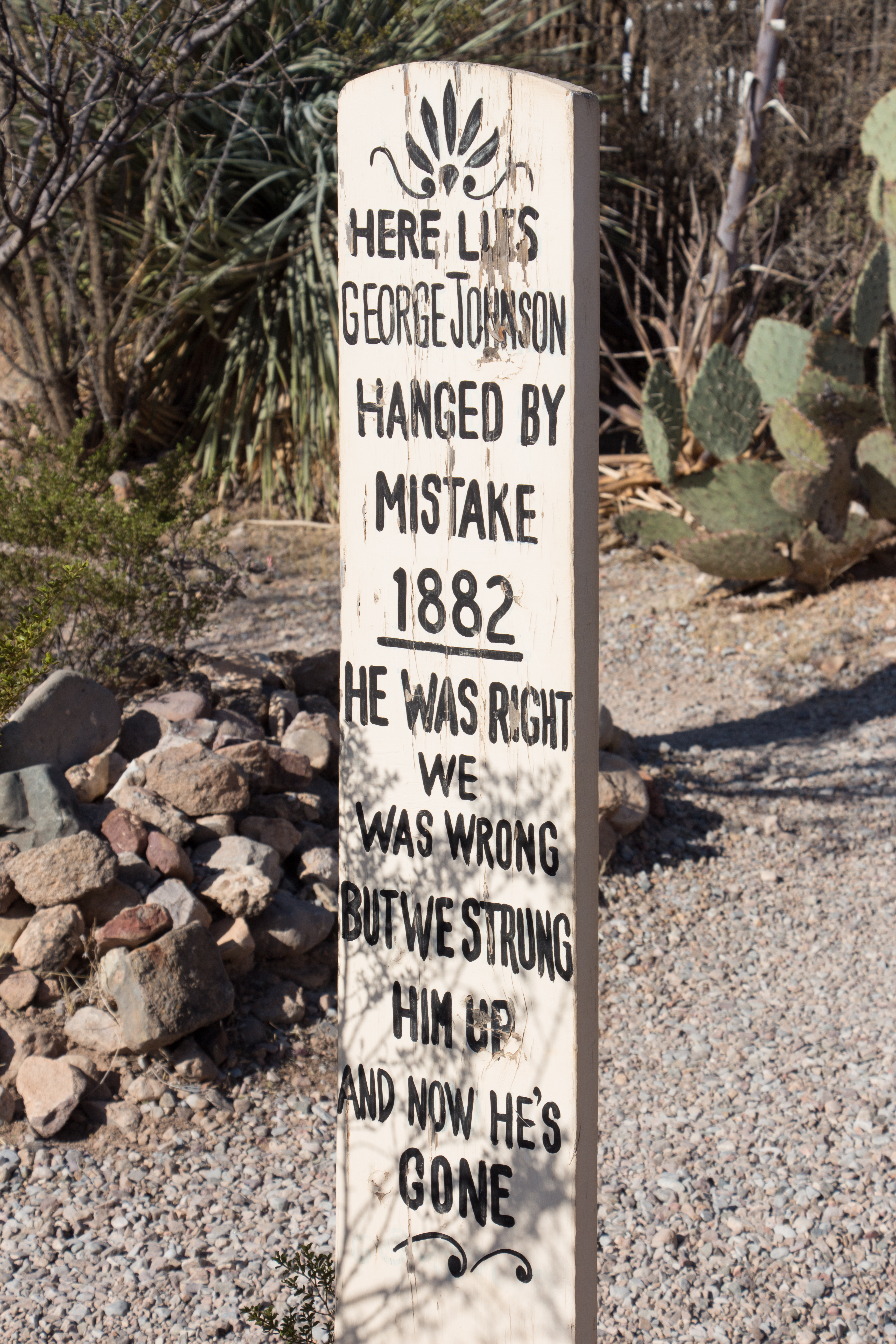
在美國亞利桑那州在1882年被錯殺者喬治·強森的墳墓。其墓誌銘寫道：「受錯殺於1882年之喬治·強森長眠於此。銘曰：彼乃無辜者，我行誤判言；處之以絞殺，就此別人間。」

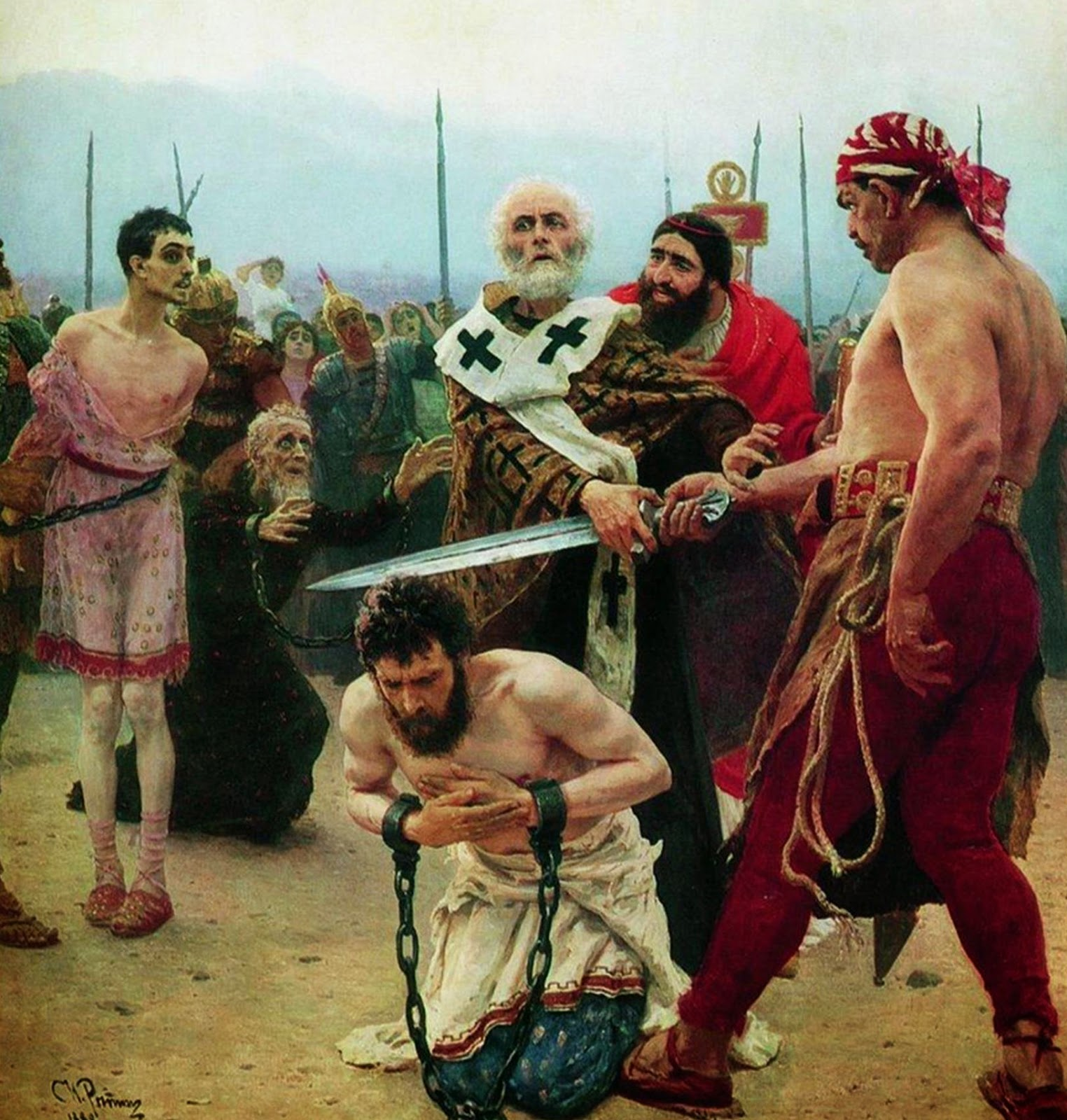
俄国画家列宾的名画：圣尼古拉拯救三个要被处死的无辜者

冤獄（英語：miscarriage of justice），或稱司法誤判、審判不公或冤假错案。當被認為是嫌犯的人，實際上並沒有犯下被指控的罪行，可是在司法判決中卻被予以定罪與刑罰時，冤獄就會發生。有時候當冤獄的判決被推翻，已是數年之後，甚至當事人已被處決或死於監獄之中。
冤獄產生的原因有多種，冤案現象與刑度之輕重，或特定類型的刑罰無關；不論死刑或長期監禁，冤獄都會對受錯誤指控的人造成巨大且不可逆的負面影響，一些人據此推動廢除死刑，但同樣的理由也可用以反對無期徒刑和長期監禁；此外冤獄在實質上也形同錯放真正的罪犯，讓真正的罪犯有更多機會再犯；而改善冤獄現象的重點並不在於刑度之輕重，或廢止任何特定類型的刑罰，改善冤案現象著重於偵查(檢警)與執行、審判、被告(辯護)，這三者是否具備應有之品質，而無人為疏失。另外落實無罪推定原則、程序正義、證據裁判、禁止強迫認罪，也是解決冤案問題的重要原則。

## 冤獄盛行率
有兩種估計冤獄率，也就是司法體系中被冤枉的人佔所有被判刑的人的比例的主要方法，茲敘述如下：

### 平反率
第一個估計冤獄率的方法是檢視有罪判決因為新證據呈現等原因而被法官獲上級法院撤銷，進而得以沉冤昭雪的人的數量。像例如在美國，自從1989年以來，清白專案已透過更新的DNA證據，平反375名受冤獄所害的囚犯；
然而DNA證據僅僅在大約5%到10%的罪案中出現，而清白專案只能還受謀殺或強姦冤獄的人清白，這顯示在更多的冤獄案件中，沒有證據能還給受冤獄所害的人清白。清白專案的研究認為，美國有大約2.3%-5%的囚犯是無辜的；然而，一項更加近期的對美國1970-1980年代以DNA對維吉尼亞州被控罪的罪犯的研究顯示，美國維吉尼亞州在那段時間整體的冤獄率至少是11.6%。
一篇2014年發在《美国国家科学院院刊》的研究顯示，美國近年來死刑誤判率至少為4.1%，且這還是保守估計下得到的數字。

### 自我報告
第二個檢視冤獄率的方法是自我報告，在其中研究員問囚犯說他們是否曾經承認自己沒犯過的罪行。自我報告使得研究員得以檢視任何可能發生冤獄的犯罪，而不必受限於可能有DNA證據的謀殺或強姦案。兩篇來自冰島且相隔十年的研究分別顯示說假自白率是12.2%和24.4%，而由於假自白「很有可能導致冤獄」之故，因此這數據可為冤獄率提供一個近似估計；另一個更近期的蘇格蘭研究顯示，在一座監獄中，罪犯自我報告做出假自白的比率是33.4%。
另一個研究指出，在美國，每年可能有多達10,000人被錯誤地指控犯下重罪；此外，根據以色列拉馬特甘法商學院的教授Boaz Sangero的研究，以色列多數的冤獄指控都與輕罪有關，而較少發生於謀殺或強姦等重罪上，而這是因為司法系統在處理這類案件時比較不小心謹慎所致。

## 產生冤獄之可能原因
產生冤獄的原因，很多都與不公正審判或偏見有關，但即使在公平公正的狀況下，專家證詞誤差、證據鑑識的錯誤、偽證、串供、司法人員遵循前例的嘗試或判斷問題等依舊有可能導致冤獄：
- 被誘導的認罪協商。
- 不公正的調查。
- 隱瞞或銷毀有利被控犯罪者的證據。
- 偽造或變造不利被控犯罪者的證據。
- 採櫻桃謬誤，只注意不利被控犯罪者的事實與證據，或只以不利被控犯罪者的角度為法律上的評價。
- 專家證詞誤差、鑑定誤差。
- 證物保存不當，導致證據被汙染。
- 以偽證或串供來誣陷他人。
- 司法警察機關或檢察官對於犯嫌或被告為刑訊逼供刑求，或以不當壓力誘使其“認罪”（在獨裁國家較常發生）。
- 有罪推定，或在人證、物證不足或已屆充足的情況下，法院濫用自由心證為有罪判決。
- 有心人士誤導或施壓陪審團（陪審團制之國家）。
- 證人記憶歷經相當時日的模糊性，導致證詞失真。
- 檢察官濫權追訴（濫訴、惡意起訴），或濫權上訴。
- 法院枉法裁判（職司審判之人員無視法規條文亂判或無端加重其刑；也可稱為袋鼠法庭）。
- 法官或检察官贪污受贿，谋取他人利益从而違背公正執行職務。
- 球員兼裁判，例如審判及檢察機關同屬一個上級機關為行政督導，未落實分立，易於引起爭議，官官相護。
- 有權力者或當權者施壓，例如雷震案。
- 法院以現時鑑別度較低或技術仍不精準之鑑定方法做為推斷有罪之依據 ( 例如江國慶案 ) ，且無第三方之民間鑑定單位制衡。
- 媒體未恪遵新聞播報之倫理，對於渠等審理中之案情及涉案人妄加揣測不實的報導內容，誤導民眾，誣陷被告。
- 檢察官、看守所及司法警察機關於偵查中違反偵查不公開之原則，致有關案件偵辦方向洩漏，導致被控罪者名譽受損。
- 於未推行陪審團或參審制（裁判員制）之國家中，法院及其職司審判之人員，涉世未深或礙於前人決議判例，僅能依相關法理與法條所規定判決，但未注意到有利被控犯罪者的證據或事由，惟此不同於枉法裁判之情形。
- 利用輿論來製造冤案（例如紀富仁案）。

### 原因簡述
排除貪腐和上級壓力等政治因素，學界認為，導致冤獄的因素，主要有六項，至少在高度民主的國家是如此，這六項原因包括證人的錯誤見證、證人的謊言和誣告、錯誤的鑑識結果、易受影響的被告的假自白、警察、檢察官和法官的脫序行為，以及被告辯護人員不適當的辯護策略等。
冤案的原因可以有多種，一個冤案可能同時是由多個原因造成的，不一定只有單一的原因。

#### 證人見證的不可信性
證人的見證相當不可信，即使證人完全沒有撒謊也一樣，而據估計有70%的冤案與證人見證的不可信性有關。自1970年代起，研究記憶形成和保留的心理學家就發現，警察隊伍的行事方式，會影響證人對嫌疑人的記憶，而這會導致錯誤識別；此外，證人常常難以精確辨認和自己不同種族的人，而且人在這方面「誤認的可能性，比多數人所傾向相信的，還要高很多。」在記憶方面的重要研究者伊莉莎白．羅芙托斯（Elizabeth Loftus）曾說，人的記憶很不可靠，以致「『一個高度自信的見證者以具說服力的話語在審判上陳述其實完全虛假的細節』這點，在現實中是確實會發生的。」

#### 鑑識錯誤

##### 證據汙染
在將證據打包、封存、蒐集和運送至刑事機構或實驗室的過程中，犯罪現場的證據可能會受到汙染，而這可能會導致冤案。證據可能會因為在罪案發生後進入犯罪現場的人的不小心而受到汙染，而會使證據受到污染的人包括證人、現場應急人員、消防人員、警察和犯罪現場鑑識專家等等，而證人在之後可能會被列為被告；在沒有遵守適當程序的狀況下，證據也可能會在分析與儲存的過程中受到汙染，若沒有小心地且確實地從事防止污染的措施，那證據汙染可能會導致誤判。

##### 錯誤分析
清白專案指出，在美國，44%的誤判都與鑑識分析的錯誤有關，鑑識專家可能會有意或無意地錯判科學證據的重要性、有效性或可靠性等，而這可能導致鑑識分析的錯誤。在過去，錯誤判斷在血清分析、顯微毛髮比對，以及對咬痕、鞋印、土壤、衣服纖維和指紋的比對等多個方面都曾發生過。

##### 過度自信的專家
專業證人過度自信的見證，也可能導致司法誤判。專業證人的可信性，仰賴於多種因素，其中主要的因素有專業證人的資格、這個人受喜愛的程度，以及專家的自信度等等，而這些因素全部都有可能影響他們的可信度；一些人也指出，專家在呈現自己報告時呈現出的自信，也會影響陪審員的觀感，陪審員常傾向認為，焦慮或緊張的證人在撒謊；而專家做見證的方式，對法官與律師可能有較大的影響，而法官和律師較偏好能提供清晰、不模稜兩可的證據的專家。
專家的資格和聲望也可能對審判人員造成影響。像例如說加拿大病理學家查尔斯·史密斯（Charles Smith），他曾自1982年起擔任安大略兒童鑑識病理中心（Ontario Pediatric Forensic Pathology Unit）的主任且被認為是相關領域高度受尊重的專家，在人們指出他是個「厭惡傷害小孩的人」且比起病理學家他更像是「一個檢察官且對消滅『厭惡小孩的行為』有著十字軍般的熱情」前，他的見證曾導致十三名小孩死於未知原因的女性受到指控；而在2008年對史密斯的調查指出，他「蓄意誤導」他的長官，並在法庭上「做出虛假且錯誤的陳述」，並誇大他在審判上的專業知識。

#### 假自白
乍看之下，無辜的人會承認犯下自己未曾犯過的罪是不太可能的，但事實上這經常發生，清白專案指出，對謀殺和強姦大約25%的錯誤指控都與假自白（false confession）有關。而像是智能不足或患有精神疾病的人，更容易會在警察壓力下供出假自白；假自白方面的專家Saul Kassin指出，年輕人也更容易做出假自白，而做出假自白在遭受壓力、感到疲倦或受創時更容易發生。
在刑訊逼供或使用諸如里德偵訊法（Reid technique）之類較為嚴酷的偵訊方法時，假自白的發生率會更高；而截至2014年為止，里德偵訊法依舊是警察常用的技巧，即使在事實上，用這技巧從嫌疑犯身上能取得的資訊更少，且比起較不具對立性的問訊技巧而言，這技巧產生相對較多假自白和相對較少的真自白也一樣。

##### 以武力逼供的傾向
在偵訊時，警察常使用壓迫性的操縱手法以圖取得自白，也就所謂的刑訊逼供。在美國，其中一種壓迫性的手法是1940到50年代發展出來的里德偵訊法。里德偵訊法以其開發者約翰·里德（John Reid）為名，而這種偵訊法仰賴欺騙、壓迫和侵略性對立等手法以確保自白。這方法在美國已成為警察最常用的偵訊法，並使得大量的無辜者做出假自白。

#### 誣告和假控訴
在警察偵訊的過程中，證人可能因為個人對被告的偏見、得到報酬的慾望、想從起訴者或警察進行交易的慾望、或努力想將焦點從證人自身對犯罪的參與上移開等各種理由撒謊；而在一個或多個證人有想提供證據的動機、且這些動機未告知陪審員的狀況下，無辜人士更有可能受到指控。根據美國國家免罪登記處（National Registry of Exonerations）的資料，有大約57%最終減免罪刑的案例，其假控訴最終都是因為誣告或假指控所致。

#### 控方行為脫序
這可能以多種形式發生，像例如隱藏或銷毀有利被告的證據、未在答辯中指出有利被告的證據、未透漏部分證人收取好處作證的事實，以及蓄意製造不利被告的證據以將被告入罪等等。清白專案指出大約25%最終因DNA而平反的案件都牽涉到警察知道其虛假性的證詞；而其他11%的最終被平反的案件則牽涉到未透漏曾受壓迫的證人的證詞；換句話說，有超過三分之一的冤案，是因為控方行為脫序所致。

##### 偏見與認知扭曲所扮演的角色
確認偏誤是一個心理學的現象，其指的是人們傾向以支持既有信念的方式尋找及解釋訊息，而這涉及了選擇性地搜尋支持性的訊息以及對既有的訊息進行帶有偏見的解釋等這兩種機制。
在警察辦案中，若偵查者在辦案過程中很快就認定了嫌疑人、並相信這人有罪，並進而忽略或小看指向其他嫌疑人，或不合其對於事情發生過程的假說的證據時，就會出現這樣的問題。
有多種因素會導致這問題。首先，警察的工作量往往很大，而且在備受矚目的關鍵中，警察常常有及時破案的壓力，而這會營造出鼓勵人們草草下結論的情境，以心理學的術語來說，就是對了結（cognitive closure）的高度需求，也就是尋找清楚、避免模稜兩可和困惑的解決之道的慾望。
再者，在耗費了大量的時間與資源以建構能讓某人入罪的罪案模型後，警察會變得難以承認說自己做錯了，而承認錯誤之後隨之而來的尷尬和聲望下滑，會使得調查者堅持錯誤並忽略指向不同方向的證據。
此外，在本質上，犯罪調查通常是建構於理論之上的，調查者傾向在其關於誰犯罪或者如何犯罪等問題的假設上評估證據；而由於上述的壓力，因此這樣的假設有時是奠基於預期和先入為主的觀念而非奠基於事實之上的。一篇發表於《偵查心理學與犯罪特徵分析期刊》（Journal of Investigative Psychology and Offender Profiling）上的研究發現說「旨在尋找證據以確認一個基礎不良的假說的犯罪調查者，對司法系統的效率和無辜民眾的安全都構成了嚴重的威脅。」

##### 高尚致腐敗
警察可能相信特定嫌疑人有罪但缺乏足夠證據可以證明，有時他們可能會刻意製造證據以確保指控可行，而這是因為他們相信指控特定的人，是為了社會整體的利益，或者是為了更大的善所致；換句話說，他們相信結果可以合理化手段。而這即是高尚致腐敗（Noble cause corruption）。

##### 認罪協商
警察另一個會使用的技巧是認罪協商，在其中起訴者會向被告提供自白以換取被告的認罪。這通常發生在被告想以承認較輕微的指控、或數種指控的其中一項以換取對主要控訴的撤銷，或者被告對主要控訴認罪以換取較為寬鬆的刑期的時候。

## 影響
冤獄對復審標準（standard of review）有著重要的影響，在其中上訴法院通常只會在冤獄可能發生的狀況下，酌情糾正明顯的錯誤（plain error）。而近年來，DNA鑑識已為許多被錯誤指控的人洗刷冤屈。
冤獄錯殺的可能性是一些人主張廢除死刑的理由之一，若一個人在被證實無辜前被錯殺，那這負面影響是無可彌補的，而有些時候，被錯殺的人會在死後得到赦免，這會使得對他的控訴無效；不過另一方面，不可否認的是，即使被控訴的罪名罪不致死，長期監禁也會對一個人及其家庭造成深遠且無可彌補的負面影響，因此冤獄錯殺的可能性，也可被人用以主張廢除無期徒刑等長期監禁，或者以此要求改善惡劣的監獄條件。

## 後果
在開始時，導致冤獄的指控與逮捕可能看起來罪證確鑿，而這些指控會包含一個面向公眾的陳述說特定罪案發生了，而某個特定的人物或某群特定的人犯下了該項罪行；而在冤獄發生的狀況下，這樣的陳述最終就是虛假的。在有大量群眾見證尚未被明瞭是冤獄的罪案報導時，他們可能會發展出關於罪犯本質的錯誤信念，而這可能會讓公眾錯誤地認為說特定種類的罪行存在，或者特定種類的人傾向犯下這樣的罪行，或認為某些犯罪比實際上還更常發生，因此冤獄最終會形塑社會大眾對犯罪的信念，而由於我們對犯罪的認知是由社會建構的之故，因此這種認知會受到實際罪案以外的多種因素所形塑。
大眾媒體可能會藉由過度呈現特定族群或性別的人為罪犯和受害者的方式而犯下錯誤，且媒體可能將會將更加聳人聽聞且容易激起情緒的犯罪，給視為更有新聞價值的報導，媒體呈現犯罪議題的方式，不僅對社會對犯罪的恐懼造成影響，也會對公眾對犯罪的成因以及如何控制犯罪的信念造成影響，最終這可能導致公眾對諸如網路犯罪、全球犯罪和恐怖犯罪等逐漸興起的犯罪的關鍵信念，造成明顯的衝擊。
一些曾受冤獄所害的人後來加入了諸如清白專案和無罪見證人（Witness to Innocence）等團體，以向公眾分享其故事，他們以此作為反擊媒體的扭曲報導以及為各種刑事司法改革發聲的方式。
即使在公眾不知情的狀況下，冤獄也會對被控訴者造成不良影響，一項實驗指出，被錯誤控罪的人明顯有較少的有利於社會的行為，而作為其結果這對整個團體會有負面影響。不同社會的錯誤指控率也有所不同。
另一方面，在現實上，錯殺即錯放，當罪案發生且錯的人被控指控時，真正的罪犯因而得以逍遙法外並犯下更多罪行，這其中包括了數以百計的暴力犯罪。一項2019年的研究估計說在美國，「對錯的人的錯誤指控（也就是冤獄），每年可能導致41,000起額外的罪案」。

## 改善冤案現象
冤案現象與刑度之輕重，或特定類型的刑罰無關；而改善冤獄現象的重點不在於刑度之輕重，或廢止任何特定類型的刑罰，改善冤案現象著重於偵查(檢警)與執行、審判、被告(辯護)，這三者是否具備應有之品質，而無人為疏失。另外落實無罪推定原則、程序正義、證據裁判、禁止強迫認罪，也是解決冤案問題的重要原則。
- 改進辦案手法，嫌犯有權拒絕夜間偵訊與疲勞偵訊，有緘默權，偵訊時有權聘請律師在場，偵訊內容全程錄影存證......等。
- 法定羈押程序，不得以罪重為羈押之唯一理由。
- 罪刑法定原則，法無明文規定不為罪，法無明文規定不處罰。
- 公設辯護人制度，或法律扶助制度，避免被告是經濟弱勢者而無法自費聘請律師，而在司法審判上因為不熟悉法規而受到不公正的對待。
- 程序正義原則，司法人員應嚴守審判程序規定。
- 無罪推定原則，未經審判證明有罪確定前，推定被控告者無罪。
- 被告有不自證己罪之權利，也沒有自證無罪的義務，被告的自白不得作為認定犯罪之唯一證據。
- 惡意製造冤案者，應受處罰。
- 舉證責任，在訴訟中，原告有舉證被告有罪的義務，但被告或辯護人不需要證明被告清白。其次在證據上，為肯定主張之人有證明義務，為否定之人則無之。
- 以不正當方法取得的證據，應予排除

## 冤獄賠償
有些地區的司法制度，有冤獄賠償的設計，通常以遭受冤獄的天數，或審判中曾經被關押後來獲判無罪，依其被關押的天數，以一定比例折換成金錢賠給當事人。如果當事人已死亡，則由遺產繼承人領取賠償金。

## 案例

### 於現實中

#### 西漢
- 東海孝婦（西漢）

#### 南宋
- 莫須有（紹興和議，秦檜聯合黨羽彈劾岳飛而被宋高宗趙構以十二道金牌詔回岳飛並解去兵權，後以罪名“莫須有”將岳飛處死。直至宋理宗寶慶元年得以平反，賜諡“文忠”。）

#### 大清國
清朝

- 楊乃武與小白菜案

#### 臺灣
- 臺灣白色恐怖時期
- 王迎先（1982年）
- 蘇建和案（1991年）
- 紀富仁案（雖獲平反，但並無申請到冤獄賠償）
- 江國慶案（1996年）
- 徐自強案（1995年）
- 盧正案（1997年）
- 鄭性澤殺警案（2002年）
- 謝志宏案
- 沈鴻霖案

#### 中国大陆
- 三反五反运动
- 佘祥林（1998年）
- 趙作海（1999年）
- 平反冤假錯案
- 六十一人叛徒集團案
- 英生案（2013年平反）
- 呼格吉勒图案（2014年平反）
- 1996年安徽女子被杀案（2015年平反）
- 钱仁凤投毒案（2015年平反）
- 陈满案（2016年平反）
- 聶樹斌案（2016年平反）
- 刘忠林杀人案（2018年平反）
- 陈良宇案（2006年由令计划等人制造，是否为冤案存在争议）
- 孙善武案（2010年由周永康等人制造，是否为冤案存在争议）
- 张志超案（2020年平反）
- 張玉環案（2020年平反）
- 兰世立"湖北首富"4次入狱被判无罪得国家赔偿50万
- 马树山被非法拘禁38天（2024年平反）

#### 日本
- 绿庄事件(二审被判定无罪，历时13年）
- 袴田事件

### 於虛構作品中
- 竇娥冤
- 復活
- 基督山恩仇記
- 誓不低頭
- 生死訟
- 與敵同行
- 刑警
- 亡命天涯
- 肖申克的救赎
- 都市情緣
- 綠色奇蹟
- 心靈偵探八雲的「在黑暗彼端的光芒」篇
- 只有我不存在的城市
- 黑色子彈的「逃犯．里見蓮太郎」篇
- 七號房的禮物
- 忠奸人
- 包青天 (1993年電視劇)-孝子章洛

## 推動冤獄平反的個人與團體

### 個人
- 王兆鵬
- 邱顯智
- 陳宇凡
- 林永頌
- 尤伯祥
- 林俊宏

### 團體
- 清白專案
- 台灣冤獄平反協會
- 民間司法改革基金會

## 外部連結
- "冤獄" - 搜索 Google 圖書
- The Innocents Database of more than 2,500 wrongful convictions worldwide （页面存档备份，存于）
- The Wrongful Convictions Project （页面存档备份，存于）
- Summaries of over 950 wrongful U.S. convictions （页面存档备份，存于）
- Features large number of UK cases of alleged and proven miscarriages of justice
- Report of the Working Group on the Prevention of Miscarriages of Justice,
- 「你沒做，為何要認罪？」～《冤罪：一個冤案被告對警察、檢察官和法官的控訴》座談會 （页面存档备份，存于）（內含2013年9月15日當天錄影畫面）
- 冤獄平反協會（台灣）